# Vedklyv

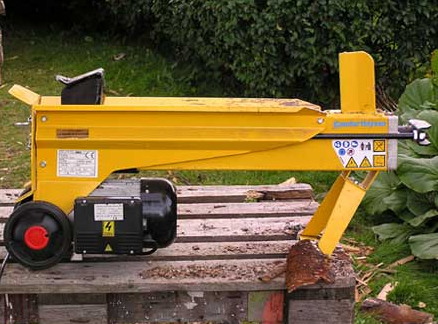
Hydraulisk vedklyv

Mekanisk vedklyv

En vedklyv är en hydraulisk eller mekanisk apparat för klyvning av ved. 

## Modeller

### Skruv
"Skruven" är en ganska gammal modell. En skruvklyv består av en elmotor med en stor konformad stålskruv som roterar på elmotorns axel. Vedträet trycks lite lätt mot skruven varvid denna borrar sig in i vedträet och på så vis spräcker vedträet.
"Skruven" kan dock vara farlig. Det har hänt att folk har haft handskar på sig som har fastnat i skruven varvid denna har vridit av armen som följd.

### Hydraulisk
En nyare och mindre farlig variant är den hydrauliska. Den har en hydraulkolv med en platta i ena änden som med en kraft på flera ton pressar vedträet mot en lodrät kniv så vedträet klyvs. Det finns även äldre modeller där stålyxor mekaniskt går fram och tillbaka med hjälp av ett tungt svänghjul. Yxan sitter på en stång som i sin tur går fram och tillbaka eftersom stången är fäst i svänghjulet en bit från centrum. Svänghjulet drivs av en drivrem som i sin tur drivs av exempelvis en traktor eller av en elmotor.